# O det finns ingen vän som Jesus
O det finns ingen vän som Jesus är en psalm med text och musik av Peter Bilhorn. Texten översattes till svenska 1914 av Nathanael Cronsioe och bearbetades 1986 av Christer Hultgren.

## Publicerad i
- Segertoner 1988 som nr 366 under rubriken "Fader, son och ande - Jesus, vår Herre och broder".[1]